# ملعب عكا البلدي
ملعب عكا البلدي يعرف أيضًا باسم ملعب توتو عكا لأسباب الرعاية، هو ملعب كرة قدم يقع في عكا، إسرائيل، يتسع لجلوس 5،000 متفرج. وهو الملعب الرسمي لنادي هبوعيل عكا الذي يلعب في الدوري الإسرائيلي الممتاز.

## التاريخ
بدأ بناء الملعب في 26 مايو 2009 وافتتح في 4 سبتمبر 2011. كانت تكلفة إنشاء الملعب 50 مليون شيكل.